# Dmitri Alexandrowitsch Leites
Dmitri Alexandrowitsch Leites, russisch Дмитрий Александрович Лейтес, ist ein russischer Mathematiker.

## Leben
Leites erwarb 1970 einen Abschluss in Mathematik und Englisch vom Pädagogischen Institut Lenin in Moskau, 1975 ein Diplom in Mathematik und Englisch von der Lomonossow-Universität, wobei er bei seiner These über die Kohomologie von Lie-Superalgebren bei Arkadi Lwowitsch Onischtschik schrieb, und er wurde 1981 bei Yuri Manin am Steklow-Institut in Moskau promoviert (Charakterformeln für Lie-Superalgebren).
Er unterrichtete 1968 bis 1973 Mathematik an der Moskauer Schule Nr. 7, die auf Mathematik spezialisiert war. 1975 bis 1983 war er in der mathematischen Abteilung der Sektion Karelien der Sowjetischen Akademie der Wissenschaften in Petrosawodsk und war 1975/76 Dozent an der Universität Petrosawodsk. 1976 bis 1982 war er außerdem Mitglied des Steklow-Instituts in Moskau und 1982 Dozent an der Universität Jaroslawl.  1984/85 war er Dozent am Moskauer Institut für Eisenbahningenieure und ab 1986 war er an der Universität Stockholm, an der er 1987 Professor wurde.
1991 bis 2000 war er außerdem Leiter des Labors für Supersymmetrie-Theorie am Institut für neue Technologien der Pädagogik in Moskau. Seit 2006 ist er auch Gastwissenschaftler am Abdus Salam Institut für mathematische Wissenschaften in Lahore in Pakistan.
Er war unter anderem Gastprofessor am CWI in Amsterdam (1986, 1988), am IHES, an der Harvard University, am Max-Planck-Institut für Mathematik in Bonn, am Erwin-Schrödinger-Institut in Wien, in Peking und Hanoi, an der Hebräischen Universität, der Universität Tel Aviv und Bar-Ilan-Universität in Israel (Forchheimer Professor 1991/92), am Max-Planck-Institut für Mathematik in den Naturwissenschaften in Leipzig (Sophus Lie Professor 2004 bis 2006), am Steklow-Institut und Euler-Institut in Leningrad bzw. Sankt Petersburg, an der Wayne State University, an der Universität Göttingen (SFB 170) und er war am Institute for Advanced Study (1989).
Er befasst sich mit Supermannigfaltigkeiten, Supersymmetrie, Lie-Superalgebren, Supergravitation, Differentialgeometrie, integrablen Systemen in der mathematischen Physik, computergestützter Berechnung von Kohomologien und nicht-holonomen Systemen (von der Supergravitation bis zur Ökonomie).
Zu seinen Doktoranden gehört Vera Serganova.
Er übersetzte mehrere mathematische Werke vom Englischen ins Russische und umgekehrt.

## Schriften
- Theorie der Supermannigfaltigkeiten (Russisch), Karelische Sektion der Sowjetischen Akademie der Wissenschaften, Petrosawodsk 1983
- als Herausgeber: Seminar über Supersymmetrie (Russisch), mehrere Bände, Moskau (MCCME, Moscow Center for Continuous Mathematical Education) ab 2011
  - Sie enthalten auch die erweiterte englische Version seiner 1983 erschienenen Vorlesungen über Supersymmetrie